# Люди-собаки
Люди-собаки, англ. Dog Men (на шайеннском языке — Hotamétaneo'o, где hótame — собака, -tane — персона, человек) — первоначально один из семи военных мужских союзов у индейского народа шайеннов, в XIX веке стали отдельной общиной народа. В историю американского Запада вошли также как Солдаты-собаки  (англ. Dog Soldiers). В русcкоязычной популярной литературе используются эвфемизмы — Солдаты-Псы и Воины-Псы или сокращённый вариант — Собаки.

## История
Люди-собаки были самым известным из военных обществ индейцев Великих Равнин. Предания шайеннов объясняют, как за ними закрепилось конкретное место в лагерном кругу, и что эта военная группа ранее представляла собой небольшое подразделение племени, о котором со временем почти забыли.  
Так как Люди-собаки были образованы из представителей различных групп, члены этого общества могли жениться внутри своей группы, хотя в древние времена следили за тем, чтобы родственники все же избегали таких браков. Человек, решив присоединиться к этому обществу, тем самым порывал со своей прежней общиной и всей семьей переходил жить в лагерь Людей-собак.

## Церемонии и обычаи
Люди-собаки свои важнейшие церемонии проводили иногда отдельно от остальных членов племени. Их обычаи также имели отличия от обычаев других групп шайеннов.
Если наездник общества Люди-собаки ронял что-либо, он никогда не подбирал это. У каждого члена общества на груди висел свисток из кости с птичьего крыла, и когда он ронял какой-либо предмет, даже если во время возвращения с охоты у него соскальзывала на землю вся добыча, он не имел права спешиться и подобрать упавшее; нужно было дуть в свой свисток и продолжать ехать дальше. Таков был закон, и тот, кто видел, как член общества едет и свистит в свисток, мог подойти к нему и ударить плеткой его коня по голове, после чего хватал его за узду и подводил к уроненному предмету. В этом случае его владелец мог спешиться и забрать своё имущество. Но бывало и иначе, когда кто-нибудь просто подбирал то, что уронил член общества, и присваивал вещь себе.
В отдельных церемониальных шествиях за колонной Людей-собак следовал всадник, представитель другого общества — он подбирал и вёз всё то, что члены общества роняли по пути. 
Два члена общества были известны как Чёрные Собаки. Когда Люди-собаки собирались на танец и не могли найти достаточно пищи для пира, обычай предписывал раскрасить одного из них полностью в чёрный цвет, одеть его в танцевальный костюм и отправить в сопровождении двух слуг по лагерю. В первую очередь он направлялся к типи ближайшего вождя, садился у дверей и поворачивался то в одну, то в другую сторону, подражая собаке, виляющей хвостом и выпрашивающей что-нибудь поесть. Одновременно он дул в свой свисток, чтобы привлечь внимание обитателей типи. Когда последние давали ему немного пищи, он переходил к следующей палатке вождя и там повторял всё снова. Слуги несли то, что ему выделили вожди, и когда пищи было достаточно, все трое возвращались обратно в типи Людей-собак и устраивали пир.
Официальный танец Людей-собак продолжался четыре дня и четыре ночи. В самом начале за типи выкапывали в земле яму в фут глубиной. Выбирали лучшие куски бизоньего мяса и нарезали его кубиками примерно в дюйм толщиной, причем число этих кубиков соответствовало числу участников предстоящего пира. Нарезанное мясо помещали в деревянный ковш, который в свою очередь ставили в яму за типи и накрывали куском кожи из бизоньего брюха, подрезав кожу так, чтобы можно было обернуть ею весь ковш. В последний день танца крышку снимали, и каждый присутствующий съедал по одному куску мяса, к тому времени, как правило, изрядно подпорченному.

## Создание отдельной общины
Первоначально Люди-собаки были обычным военным обществом, но в XIX веке стали отдельной общиной или даже отдельной частью народа. Примерно в 1830 году старая общинная система у шайеннов стала изменяться, и к 1837 году военное общество Люди-собаки, руководимое вождём Дикобразом-Медведем, пошло против старого племенного обычая и вместе со своими семьями выделилось в отдельное селение и часть народа. Одна из шайеннских общин — Масикота — присоединялась к лагерю Воинов-Псов. Позже то же самое сделали знаменитые воины из других племенных групп, а с ними многие подающие надежды молодые воины. Джордж Бент, сын знаменитого торговца на Диком Западе Уильяма Бента, писал:
Чтобы лучше понять произошедшие перемены, следует помнить, что военное общество было лишь организацией воинов, тогда как община или клан — организацией семей.
Люди-собаки стали знаменитыми благодаря храбрости и предприимчивости. Таким образом, их сила росла, в то время как другие общины ослабевали. В начале второй половины XIX века в общество вошла практически вся боеспособная мужская часть южных шайеннов. К Людям-собакам присоединялись и воины из других племён, особенно из сиу, поэтому группу иногда называли шайенны-сиу. Они перестали следовать обычаю, по которому женившийся молодой человек переходил в племенную группу родителей жены, и приводили супругу в свой лагерь.

## Индейские войны
В 1860-х годах Люди-собаки стали играть решающую роль в сопротивление шайеннов, что привлекло к ним большое количество воинов, не желавших жить в резервации и следовать миролюбивой политике таких вождей, как Чёрный Котёл и Белая Антилопа. После того, как 29 ноября 1864 года 700 солдат полковника Джона Чивингтона атаковали селение южных шайеннов на Сэнд-Крик и учинили бойню, в которой было безжалостно убито около 200 шайеннских женщин и детей, Воины-Псы стали основной боевой силой народа. Они стали оказывать яростное сопротивление армии США и наводили ужас на белое население между реками Платт и Арканзас.
В группу Людей-собак входило около 600 человек, из которых лишь 100—150 были воинами. Их лидеры отказались подписывать договор на Медисин-Лодж-Крик в конце 1867 года. Воины-Псы продолжали упорно сопротивляться американской экспансии. После неудачного сражения на Бичер-Айленд они под предводительством вождя Высокого Бизона расположились в верховьях реки Репабликан. Генерал Юджин Карр с  Пятым кавалерийским полком армии США и батальоном скаутов пауни начал карательную экспедицию против враждебных индейцев. 11 июля 1869 года скауты пауни обнаружили лагерь Людей-собак, и солдаты атаковали селение. Нападение было неожиданным, в лагере шайеннов началась паника. Многие шайенны, включая Высокого Бизона, последовали к узкому, крутому ущелью и оказали отчаянное сопротивление. Спрятав жену и ребёнка, Высокий Бизон вернулся на равнину, спешился и заколол своего коня. Он решил дать последний бой и принять смерть, как подобает члену общества. Всего в сражении погибло около 52 шайеннских воинов, многих женщин и детей убили пауни. После поражения в битве на Саммит-Спрингс и гибели Высокого Бизона часть Людей-собак ушла к северным шайеннам, другая часть к своим родичам на юге. Сила знаменитого общества шайеннов была сломлена.

## Экранизация
В 1995 году был снят американский приключенческий кинофильм «Последний из племени людей-псов» (англ. Last of the Dogmen). Фильм повествует о том, как часть Людей-собак после бойни на Сэнд-Крик смогла скрыться от преследования американской армии и прожить более 100 лет в изоляции в горах.